# Preny (Białoruś)
Preny (biał. Прэны, Preny; ros. Прены, Prieny) – wieś na Białorusi, w obwodzie grodzieńskim, w rejonie ostrowieckim, w sielsowiecie Ryteń, przy granicy z Litwą.

## Historia
W XIX i w początkach XX w. położone były w Rosji, w guberni wileńskiej, w powiecie zawilejskim/święciańskim. Po I wojnie światowej pod administracją polską, w Zarządzie Cywilnym Ziem Wschodnich. W latach 1920–1922 w składzie Litwy Środkowej.
Od 11 kwietnia 1922 leżały w Polsce, w województwie wileńskim, w powiecie święciańskim, w gminie Kiemieliszki.
Po II wojnie światowej w granicach Związku Sowieckiego. Po jego rozpadzie w 1991 główna część Pren znalazła się na Litwie. Na Białorusi położony jest niewielki fragment miejscowości.